# 아레이아
아레이아  또는 하라이바, 하라에우아는 페르시아 제국의 동부 영역의 이름이다. 아리아네와 혼동되기도 한다. 아리아는 페르시아의 총독령으로 아프가니스탄, 하리강의 계곡을 포함한다.
마르기아나와 박트리아의 남쪽미며, 파르티아와 카르마니아 사막의 동쪽 그리고 드란기아나의 북쪽, 파로파미사다에의 서쪽이라고 프톨레미에 의해 상세하게 기술되었다. 오늘날의 아프가니스탄의 헤라트주이다.

## 같이 보기
- 아리아나
- 헤라트